# Condorcanqui (provincie)
| Condorcanqui        | Condorcanqui                        |
| ------------------- | ----------------------------------- |
| Capitala provinciei |                                     |
| Harta provinciei    |                                     |
| Informații generale |                                     |
| Nume nativ          | Provincia de Condorcanqui           |
| Țară                | Peru                                |
| Regiune             | Amazonas                            |
| Fondare             | 18 mai 1984                         |
| Primar              | Edwin Timias (2011-2014)            |
| - Capitală          | Santa María de Nieva                |
| - Suprafață totală  | 17 865,39 km2                       |
| - Districte         | 3                                   |
| Populație           |                                     |
| An recensământ      | 2005                                |
| - Totală            | 43 311                              |
| - Densitate         | 2,42/km2                            |
| Fus orar            | UTC-5                               |
| Sit web             | http://www.municondorcanqui.gob.pe/ |
| UBIGEO              | 0104                                |
| Modifică text       |                                     |

Condrocanqui este una dintre cele șapte provincii din regiunea Amazonas din Peru. Capitala este orașul Santa María de Nieva. Se învecinează cu provinciile Bongara, Utcubamba și Bagua.

## Diviziune teritorială

Drapel Condorcanqui

Provincia este divizată în 3 districte (spaniolă: distritos, singular: distrito):
- El Cenepa
- Nieva
- Río Santiago